# Sojoez 31
Sojoez 31 (ook: 11010) was een Russische bemande ruimtevlucht uit 1978. Dit was de derde vlucht uit het Interkosmosprogramma. De bemanning voerde een geslaagde koppeling uit met Saljoet 6 en verbleef een week in het ruimtestation.

## Interkosmos
Het door de Sovjet-Unie opgestarte Interkosmosprogramma gaf bevriende landen de kans een eigen ruimtevaarder als gastkosmonaut te lanceren met een Sojoez. Deze waren een week te gast in het station. Zij brachten hun eigen experimenten mee. De beginletters van die landen in het Russisch alfabet bepaalde de volgorde waarin men aan de beurt kwam. Na Tsjecho-Slowakije en Polen viel nu de eer te beurt aan de DDR.

## Bemanning
De bemanning voor Sojoez 31 bestond uit kolonel Valeri Bykovski (Sovjet-Unie, commandant) en luitenant-kolonel Sigmund Jähn (DDR, onderzoeker). De Oost-Duitser maakte zijn eerste vlucht; Bykovski daarentegen was een veteraan. Hij vloog al met Sojoez 22 en behoorde tot de allereerste lichting kosmonauten. Reeds in 1963 onderging hij zijn ruimtedoop aan boord van Vostok 5. Hun capsule woog 6600 kg.

## Vluchtverloop

### Lancering en koppeling
Sojoez 31 steeg op 26 augustus 1978 op vanaf Tjoeratam, Bajkonoer met behulp van een Sojoez draagraket. Het toestel kwam in een baan met een apogeum van 326 km, een perigeum van 271 km en een omlooptijd van 90,2 minuten. De inclinatie bedroeg 51,62° en de excentriciteit 0,00412. Een dag later koppelde het vaartuig aan de achterste koppelaansluiting van Saljoet 6. Ze werden onthaald door Vladimir Kovaljonok en Aleksandr Ivantsjenkov. Nadat Sojoez 30 wegvloog, zat de stationsbemanning alweer twee maanden met elkaar opgescheept; nu kon men eens een andere gesprekspartner kiezen.

### Niet-wetenschappelijke vracht
Naast wetenschappelijke proeven boden Interkosmosvluchten een gelegenheid tot het aanvoeren van verse voedingswaren. Naast gemberbrood en (Bulgaarse) pepers voerde Sojoez 31 varkensvlees, knoflook, soep, melk, honing, appels, citroenen en uien aan. Een welkome aanvulling in de provisiekast; voedsel is zwaar dus duur in transport en alleen het hoognodige wordt omhooggeschoten. Ten tijde van koppeling bevond Saljoet 6 zich in een baan van 243 x 193 km. Ter indicatie: in een lage aardbaan van 200 km rekende een Sojoez draagraket omstreeks 1990 per kilo vracht 5.357 dollar aan. Overigens was dit amper de helft van wat een Space Shuttle kostte, met 10.416 dollar per kg. Men laat dus geen wetenschappelijk experiment vervallen voor nóg een extra zak appels, kommetje verse soep of netje citroenen.
Daarnaast boden de bezoekers hun gastheren het traditionele brood en zout aan, een Russische pop, de Olympische mascotte Misha, een speciale uitgave van Izvestia en kregen Kovaljonok en Ivantsjenkov een in de DDR vervaardigd horloge uitgereikt.

### Wetenschappelijke experimenten
De bemanning verrichtte biomedisch onderzoek en atmosferische (meteorologische) waarnemingen, proeven met betrekking tot het opsporen van delfstoffen en materiaalkunde. Met de twee smeltovens aan boord vervaardigde ze nieuwe verbindingen en halfgeleiders van lood en telluur. Tijdens de "Berolina" proef plaatste men een ampul met bismut en antimoon in de "Splav" oven. De twee elementen zaten tussen twee schotjes in de ampul vastgeklemd. De structuren in de verhitte ampul hadden vier tot zes maal grotere afmetingen dan die, welke op Aarde werden geproduceerd. In totaal leverden deze proeven, een gezamenlijk experiment van de Sovjet-Unie en de DDR, 25 ampullen op.
Ze maakte optisch glas, onderzocht kristalgroei in de ruimte, wierp een nadere blik op milieuvervuiling en nam foto's van de Aarde. Tevens bevestigden de kosmonauten diverse soorten fotografische films in het interieur van Saljoet 6. Aan de aanwezigheid van Jähn kende men veel waarde toe, de aanwezige MKF-6M camera in het station was immers vervaardigd in de DDR. Daarnaast gebruikte men de KATE-140 camera voor het maken van opnamen.
Tijdens het biomedisch onderzoek tastte men onder andere de grenzen van geluid- en ruiswaarneming en de gehoordrempel in de ruimte af. Smaak en gevoel voor tijdsverloop werden eveneens onderzocht. Verder waren bacteriegroei en de ontwikkeling van eencellige organismen in de ruimte onderwerp van studie.

### Vaartuig wisselen
Na een week pakten Bykovski en Jähn op 2 september hun spullen in. Deze 25 containers met 100 experimenten, aangevuld met belichte films, laadden ze echter niet in hun eigen ruimtevaartuig. Kovaljonok en Ivantsjenkov verbleven al lang in de ruimte. Hun eigen ruimteschip naderde de grenzen van zijn technisch betrouwbare levensduur. Daarom keerden de bezoekers terug met Sojoez 29. De relatief nieuwe Sojoez 31 voorzag de stationsbemanning weer van een betrouwbare pendel. Enkele stoelgedeelten en centreergewichten werden tussen beide capsules uitgewisseld, zodat het zwaartepunt niet verschoof. Bovendien testten ze de motoren van Sojoez 29.

## Terugkeer
Bykovski en Jähn keerden op 3 september 1978 met Sojoez 29 naar de Aarde terug en landden zonder problemen. Ze kwamen 140 km zuidoostelijk van Jezqazğan neer na een vlucht die 7 dagen, 20 uur en 49 minuten in beslag nam. Gedurende die periode trok het duo 124 baantjes om de Aarde. Zowel Bykovski als Jähn hadden met deze missie hun laatste ruimtevlucht gemaakt. 
1 ·
2 ·
3 ·
4 ·
5 ·
6 ·
7 ·
8 ·
9 ·
10 ·
11 ·
12 ·
13 ·
14 ·
15 ·
16 ·
17 ·
18A ·
18 ·
19 ·
20 ·
21 ·
22 ·
23 ·
24 ·
25 ·
26 ·
27 ·
28 ·
29 ·
30 ·
31 ·
32 ·
33 ·
34 · 
35 ·
36 ·
37 ·
38 ·
39 ·
40

T-1 ·  
T-2 ·
T-3 ·
T-4 ·
T-5 · 
T-6 ·
T-7 · 
T-8 ·
T-9 · 
T-10-1 ·
T-10 · 
T-11 ·
T-12 · 
T-13 ·
T-14 · 
T-15